# Božský zákon
Božský zákon je věčný, absolutně platný zákon, který jako jediný si nárokuje dosáhnout vyslovené uznání neproblematickým způsobem. Proto už Hérakleitos ztotožnil božský zákon s logem, kterému podléhá svět jako celek. Božský zákon je to, co určuje svět v jeho podstatě. Božský zákon svůj nárok na platnost nemusí zdůvodňovat. Lidské zákony nabývají svou závaznou sílu od božského zákona a jsou – podle některých filozofů (např. Tomáše Akvinského) – od něj odvozené. Dobrý, spravedlivý zákon je takový zákon, který je napodobením božského zákona. Božský rozum určuje veškerou zákonitost jak v přírodě, tak v životě lidského společenstva.
Pokud přestaneme věřit v Boha jako základ všech zákonů, pak se každý zákon jeví pouze jako lidské ustanovení. Proti předpokladu božského zákona se postavila Demokritova kritika: Démokritos přiřadil zákony k říši mínění a konvencí.

## Božský zákon v umění
Příkladem člověka, který ctí božský zákon více, než svůj život, je Sofoklova Antigona, která přes zákaz krále Kreóna pohřbila svého bratra.